# Mick Foley
Michael Francis (Mick) Foley Sr. (Bloomington (Indiana), 7 juni 1965) is een Amerikaans schrijver en voormalig professioneel worstelaar. Foley is een 3-voudig WWF/E World Heavyweight Champion en 8-voudig WWF/E Tag Team Champion, waarvan 3 keer met Dwayne "The Rock" Johnson en 1 keer met Stone Cold Steve Austin. Hij was als worstelaar actief tussen 1983 en 2012.
Foley werd populair in de World Championship Wrestling (WCW), Extreme Championship Wrestling (ECW), World Wrestling Federation/Entertainment (WWF/WWE) en Total Nonstop Action Wrestling (TNA). Foley worstelde onder de ringnamen Dude Love, Cactus Jack en Mankind, ook wel de Three Faces of Foley genoemd. Foley gaf elk personage een eigen karakter. Hij zette in 2000 een punt achter zijn voltijdse carrière, maar keerde nog wel een aantal keer halftijds terug naar de ring. Foley beëindigde in 2012 voorgoed zijn actieve worstelcarrière.
Foley werd in 2013 opgenomen in de WWE Hall of Fame. Naast zijn worstelcarrière is Foley ook kinderboekenschrijver.

## Professioneel worstelcarrière (1983-2012)

### Beginjaren (1983-1991)

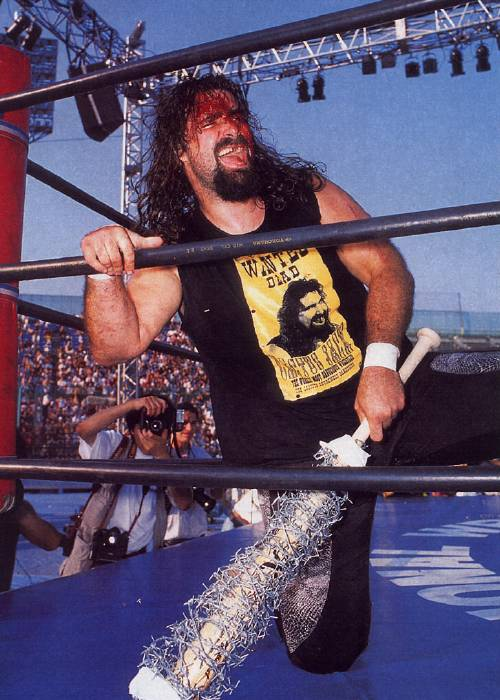
Foley als 'Cactus Jack' in 1993

Mick Foley begon zijn carrière in 1983 en trainde onder begeleiding van de Italiaanse professioneel worstelaar Dominic DeNucci. Hij werkte ook als een "jobber" (jargon: andere worstelaars opwaarderen). Foley stond doorgaans tegenover verschillende moeilijke tegenstanders. Zijn werk in het onafhankelijke circuit werd erkend en hij ontving vele aanbiedingen. Hij trad namelijk eerst toe tot de bescheiden promotie 'Continental Wrestling Association' onder de ringnaam "Cactus Jack" en won het 'CWA Tag Team Championship' met Gary Young in 1988.
Foley verliet de promotie en voegde zich bij 'World Class Championship Wrestling' (WCCW), alwaar hij de bijnaam Cactus Jack Manson kreeg. Foley kreeg toen de kans om zich aan te sluiten bij de bekende promotie World Championship Wrestling (WCW), maar zijn verblijf daar was van korte duur. Hij vertrok naar 'Universal Wrestling Federation' voordat hij toetrad tot 'Tri-State Wrestling'.
Foley worstelde tevens bij verschillende kleinere organisaties, waaronder 'International Wrestling Association of Japan' (IWA) en 'Mid-South Wrestling' (MSW). Eind jaren '80 raakte Foley betrokken bij een auto-ongeluk en dat resulteerde in het verlies van zijn twee voortanden, wat onder andere bijdroeg aan zijn onderscheidende uiterlijk.

### World Championship Wrestling (WCW) (1991-1996)
Foley's personage werd in 1991 opgemerkt door 'World Championship Wrestling', waar hij dan ook aan de slag ging. Foley ging door als "Cactus Jack" en introduceerde zijn catchphrase 'Bang, Bang!'. Foley worstelde tegen Sabu, Big Van Vader en nog later Chris Jericho in de hoogste regionen van het bedrijf. Foley trad in 1994 in dienst bij 'Eastern Championship Wrestling', maar sloot eind 1994 overeenkomst met 'Smoky Mountain Wrestling'. Hij stapte in 1995 over naar 'International Wrestling Association' (IWA) in Japan. Foley kwam uit voor Extreme Championship Wrestling, waar hij twee keer het ECW World Tag Team Championship won als partner van Mikey Whipwreck. Rond deze periode introduceerde Foley zijn karakteristieke "wapen", een baseballknuppel gewikkeld in prikkeldraad.

### World Wrestling Federation/Entertainment (WWF/E) (1996-2008)

#### "Three Faces of Foley"
Foley zette zijn carrière in 1996 voort bij World Wrestling Federation (WWF, nu WWE). In de ring stond Foley bekend om zijn vasthoudendheid en zijn bereidheid om zijn lichaam op te offeren en als dusdanig op gevaarlijke plaatsen in te zetten. Foley's drie personages Cactus Jack, Mankind en Dude Love werden een enorme hit. Foley gebruikte ze allemaal bij het evenement Royal Rumble in januari 1998. Foley's personages werden achter elkaar geëlimineerd. Stone Cold Steve Austin was uiteindelijk de winnaar van de traditionele Royal Rumble. "Mankind" verloor op 28 juni 1998 van The Undertaker (worstelaar)The Undertaker in een legendarische maar beruchte Hell in a Cell match bij het evenement King of the Ring. Foley ontwrichtte zijn schouder toen hij door The Undertaker van het dak van de 5 meter hoge stalen kooi werd gegooid.
"Mankind" werd zijn populairste gimmick. Foley won als "Mankind" al zijn kampioenschappen voor de federatie. "Mankind" was een gekwelde ziel die voortdurend piepte - zelfs gedurende zijn wedstrijden -, "Mama!" gilde, sprak tegen een rat, genoot van pijn, mishandelde zichzelf, droeg een masker en woonde in "boiler rooms". Daar kwam zijn specialiteit uit voort; de "Boiler Room"-vechtpartijen.
Ondertussen bleven de catchphrases van "Cactus Jack", "Een mooie dag verder" en "Bang, Bang!", immens populair. Foley verloor als "Cactus Jack" twee keer op rij van Triple H voor het WWF Championship bij de evenementen Royal Rumble en No Way Out, waarvan die laatste nederlaag in een Hell in a Cell match. Zijn verhaallijnen als "Cactus Jack" werden uiteindelijk afgebouwd. Als "Dude Love", een hippie, worstelde hij enkele keren tegen Kane, The Undertaker en "Stone Cold" Steve Austin, meestal bij de revolutionaire In Your House-pay-per-views tussen 1998 en 2000. Foley's meest memorabele filmpjes uitgezonden vóór een wedstrijd omvatten "Dude Love" and "Mankind" die bespraken wie de komende wedstrijd zou moeten worstelen.

#### "Mr. Socko"
Foley introduceerde "Mr. Socko", zijn groene sok die meteen populair werd. Foley gebruikte de sok als onderdeel van zijn afwerkingsbeweging Mandible Claw. Foley veroverde het WWF Hardcore Championship en versloeg The Rock voor het WWF Championship in december 1998. Foley werkte samen met The Rock als het tag team Rock 'n' Sock Connection. Hij won met The Rock in totaal 3 keer het WWF Tag Team Championship. Foley was eerder al succesvol met "Stone Cold" Steve Austin en bemachtigde met hem 1 keer het WWF Tag Team Championship, met name tegen Owen Hart en Davey Boy Smith in juli 1997.
Foley won het WWF Championship nog twee keer en verloor het een keer aan The Rock in een "I Quit" match bij het evenement Royal Rumble. Foley verloor van Triple H bij het evenement WrestleMania 2000 - net als The Rock en Big Show. Deze wedstrijd werd gepromoot als "A McMahon In Every Corner" ("Een McMahon in elke hoek"). Foley werd gesteund door Linda McMahon, echtgenote van Vince McMahon. Ten gevolge van blessures trok hij zich in 2000 terug uit de worstelring, al trad Foley in de WWE nog vaak op in rollen waarbij hij niet actief hoefde te worstelen.
Gedurende zijn 4-jarig hiaat als professioneel worstelaar werkte hij als WWF Commissioner in 2000. Foley mocht als zodanig bepalen welke worstelaars elkaar zouden uitdagen. Hij verscheen ook regelmatig als gastscheidsrechter in het televisieprogramma RAW is WAR. Foley was als WWF Commissioner de opvolger van Shawn Michaels, die toen aan de kant stond met een rugblessure en pas actief terugkeerde naar de ring in 2002. Foley stopte in 2001 als WWF Commissioner.

#### Terugkeer & "General Manager" van Monday Night Raw (2003-2008)
Foley keerde terug naar WWE in juni 2003 en werd op het scherm aangesteld als 'General Manager' van Monday Night Raw. In die hoedanigheid kreeg Foley het aan de stok met WWE Intercontinental Champion Randy Orton, destijds lid van de worstelgroep Evolution. Foley werd verslagen door Orton bij het evenement Backlash, een klassieker waarbij Orton volgens het scenario - en dus vrijwillig - met zijn rug in punaises landde.
In 2004 maakte hij wel een korte comeback door actief te worstelen bij het evenement WrestleMania XX, zijn eerste wedstrijd in 4 jaar. Foley herenigde met The Rock als "Rock 'n' Sock Connection" en worstelde tegen "Evolution" (Randy Orton, Ric Flair & Batista) in een handicap match. "Rock 'n' Sock Connection" verloor deze wedstrijd. Twee jaar later verloor hij van Edge bij het evenement WrestleMania 22, waarin Edge tweedegraads brandwonden opliep toen hij door Foley op een brandende tafel werd gegooid.
In 2008 werd Foley aangesteld als commentator bij SmackDown!, waarna hij niet veel later de federatie verliet.

### Total Nonstop Action Wrestling (2008-2011)
Na 2 maanden commentator te zijn geweest besloot Foley dat hij klaar was met WWE en Vince McMahon. Foley is toen met Total Nonstop Action Wrestling (TNA) in zee gegaan. Op 19 april 2009 versloeg hij Sting voor het TNA World Heavyweight Championship bij het evenement Lockdown. Hij verdedigde tevens zijn kampioenschap bij het evenement Slammiversary, maar verloor van Kurt Angle. A.J. Styles, Jeff Jarrett en Samoa Joe waren de andere uitdagers. Foley probeerde het kampioenschap terug te winnen bij het evenement Victory Road, waar hij verloor van Angle. Later dat jaar zou Foley nog het TNA Legends Championship winnen, maar in 2011 werd hij ontslagen nadat hij gekscherend had gezegd dat TNA minder volk op de been bracht dan WWE.

### Terugkeer naar WWE
Foley keerde in januari 2012 terug naar WWE en nam deel aan de traditionele Royal Rumble. Hij werd geëlimineerd door Cody Rhodes. Foley beëindigde in 2012 zijn 30-jarige carrière. Een jaar later verklaarde Foley dat artsen hem hadden afgeraden om verder te worstelen. In 2016 werd Foley aangesteld als 'General Manager' van Monday Night Raw, maar werd vervangen door Kurt Angle. Een jaar later verliet Foley de federatie.

## Prestaties

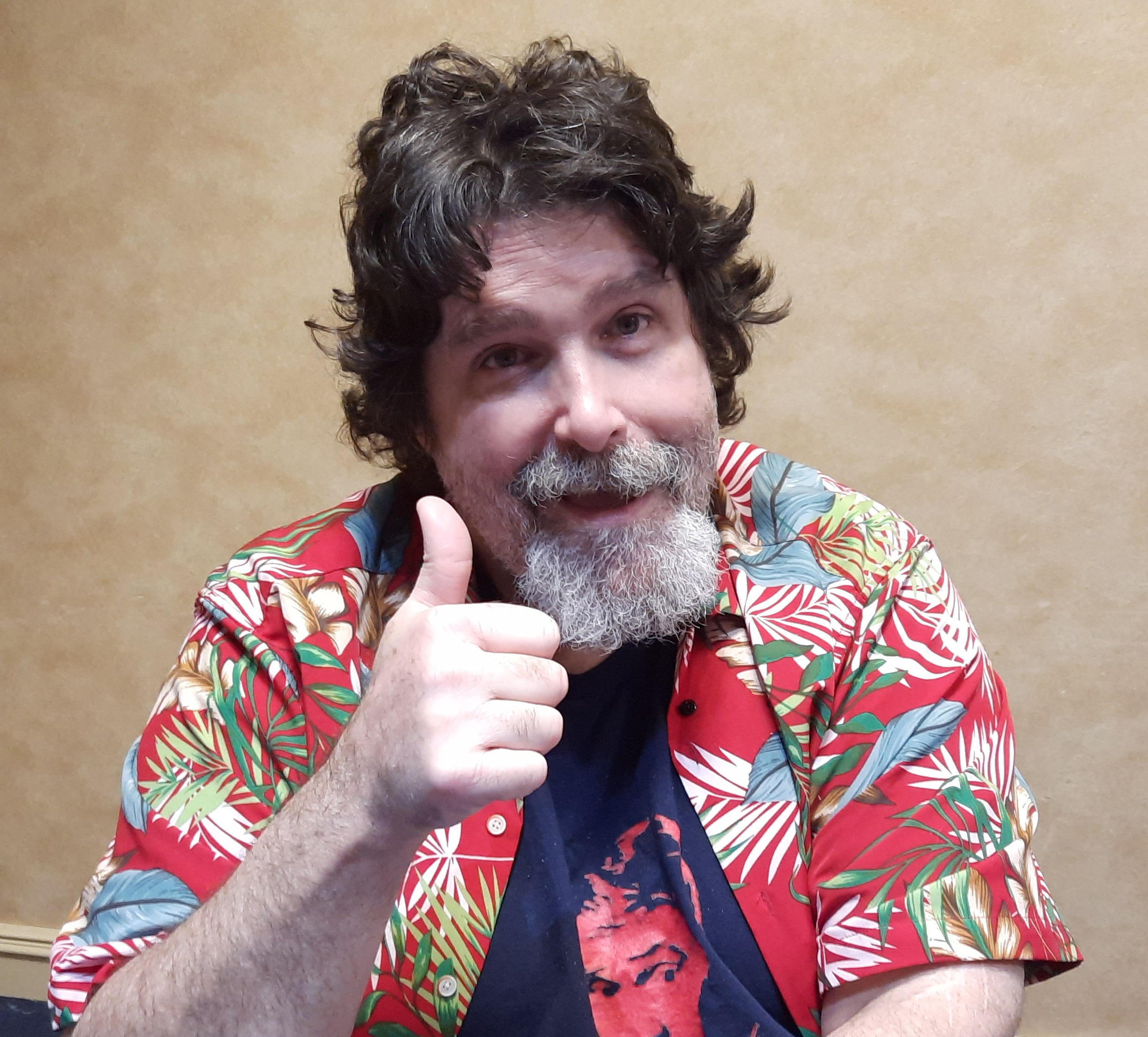
Mick Foley in 2024

- Championship Wrestling Association
  - CWA Tag Team Championship (1 keer met Gary Young)
- Eastern Championship Wrestling / Extreme Championship Wrestling
  - ECW World Tag Team Championship (2 keer met Mikey Whipwreck)
- Extreme Mid-South Wrestling
  - MSW North American Championship (1 keer)
- Great Lakes Championship Wrestling
  - GLCW Heavyweight Championship (1 keer)
- International Wrestling Association of Japan
  - IWA World Tag Team Championship (1 keer met Tracy Smothers)
  - IWA King of the Death Match (1995)
- National Wrestling League
  - NWL Heavyweight Championship (1 keer)
- Ozark Mountain Wrestling
  - OMW North American Heavyweight Championship (1 keer)
- Pro Wrestling Illustrated
  - PWI Most Inspirational Wrestler of the Year (1993)
  - PWI Match of the Year (1998) vs. The Undertaker in een Hell in a Cell match bij het evenement King of the Ring
  - PWI Match of the Year (1999) vs. The Rock in een "I Quit" match bij het evenement Royal Rumble
- Steel City Wrestling
  - SCW Tag Team Championship (1 keer met Brian "The Blue Meanie" Heffron)
- Total Nonstop Action Wrestling
  - TNA World Heavyweight Championship (1 keer)
  - TNA Legends Championship (1 keer)
- World Championship Wrestling
  - WCW World Tag Team Championship (1 keer met Kevin Sullivan)
- World Class Wrestling Association
  - USWA World Tag Team Championship (1 keer met Scott Braddock)
  - WCWA World Light Heavyweight Championship (1 keer)
  - WCWA World Tag Team Championship (2 keer; 1x met Gary Young en 1x met Scott Braddock)
- World Wrestling Federation/World Wrestling Entertainment
  - WWF Championship (3 keer)
  - WWF/WWE Hardcore Championship (3 keer)
  - WWF Tag Team Championship (8 keer; Stone Cold Steve Austin (1x), Chainsaw Charlie (1x), Kane (2x), Al Snow (1x) en The Rock (3x))
  - WWE Hall of Fame (Class of 2013)